# Armee der Republik Vietnam

Flagge der ARVN

Die Armee der Republik Vietnam (ARVN, französisch Armée de la république du Viêt Nam) war die bewaffnete Streitmacht Südvietnams. Nach dem Ende des Vietnamkriegs 1975 wurde die Armee aufgelöst und viele der hochrangigen Offiziere flohen aus dem Land. Der Großteil der Soldaten wurde nach dem Kriegsende in Umerziehungslager Nordvietnams geschickt.

## Geschichte

### Französisch-Indochina
Die französische Kolonialadministration unter Gouverneur Paul Bert begann 1886 im großen Stil einheimische Soldaten für die Befriedung der Kolonie heranzuziehen. 1886 wurden diese in der Garde indigène organisiert. Dabei wurden nach dem Vorbild der British Indian Army einheimische Kräfte mit europäischen Kadern kombiniert. Diese Einheiten zur Aufrechterhaltung der öffentlichen Ordnung unterstanden direkt dem Generalgouverneur. Im Jahr 1900 wurden einheimische Tirrailleureinheiten unter Armeekommando aufgestellt. Die Garde existierte jedoch als Garde civile weiter. 1908 schossen Einheiten der Garde Civil eine Demonstration gegen die Erhöhung der Kopfsteuer in Quang Nam nieder. Sowohl bei den Aufständen von Thai Nguyen und Yen Bai waren Mitglieder der Garde führend am Aufstand gegen die Kolonialmacht beteiligt. Nach dem Zweiten Weltkrieg wurden die Garden als Garde indochinoise wieder aufgestellt. Ein Teil ihrer Einheiten bildete die Keimzelle für die nationale Armee Vietnams 1949.

### Nationale Armee Vietnams
Am 8. März 1949 wurde Vietnam offiziell als eigenständiger allerdings eng mit Frankreich assoziierter Staat anerkannt. Ende 1950 wurde der vietnamesischen Administration nach verlustreichen militärischen Niederlagen die Etablierung eigener Streitkräfte zuerkannt. Dabei wurden bereits vorhandene einheimische Einheiten mit neu aufgestellten Einheiten unter Zuhilfenahme aus den Kolonialtruppen stammenden nicht-vietnamesischen Personals verschmolzen. Neben Bodentruppen entstand eine embryonale Luftwaffe sowie eine Marine. Die Wehrpflicht wurde dabei von sehr vielen Wehrpflichtigen umgangen. Die Armee wuchs bis zum Kriegsende deutlich an und hatte mehr Männer als das französische Expeditionskorps aus Kolonialtruppen und der Fremdenlegion. Rund 4000 französische Offiziere und Unteroffiziere waren zum Kriegsende als Kader in den Streitkräften abgeordnet.
1952 bestand die Armee bereits aus 60 Bataillonen, die aber im Kampf gegen die Việt Minh keine bedeutende Rolle spielten. Meist wurden sie für Wachaufgaben abgestellt, um französische Truppen für Kämpfe freizumachen. Zum Beispiel bewachten sie die DeLattre-Linie, während die Franzosen in Nordvietnam Operationen durchführten. Einige wenige Vietnamesen, hauptsächlich Fallschirmjäger, kämpften auch bei der Schlacht von Điện Biên Phủ, der entscheidenden Niederlage der Franzosen in Indochina. Die Armee hatte nur wenig Unterstützung der Bevölkerung, da sie als Marionette der Franzosen angesehen wurde. Gerade deshalb wurde immer wieder versucht, etwas Nationalismus in die Armee einzubringen, was aber überwiegend erfolglos blieb. Die Armee war generell von Desertion geschwächt und schlecht ausgerüstet, da die besten Waffen an die Franzosen gingen.
Am 21. Juli 1954 wurde die Armee nach dem Abzug der Franzosen im Rahmen des auf der Indochinakonferenz ausgehandelten Genfer Abkommens aufgelöst. Nur eine kleine Miliz blieb als bewaffnete Truppe erlaubt. Im April und Mai 1955 bekämpfte diese auf Anweisung von Präsident Ngô Đình Diệm erfolgreich die Bình Xuyên, eine kriminelle Organisation, die, zuerst unter Protektion der Franzosen, den Opiumhandel im südlichen Vietnam monopolisiert hatte.

### ARVN

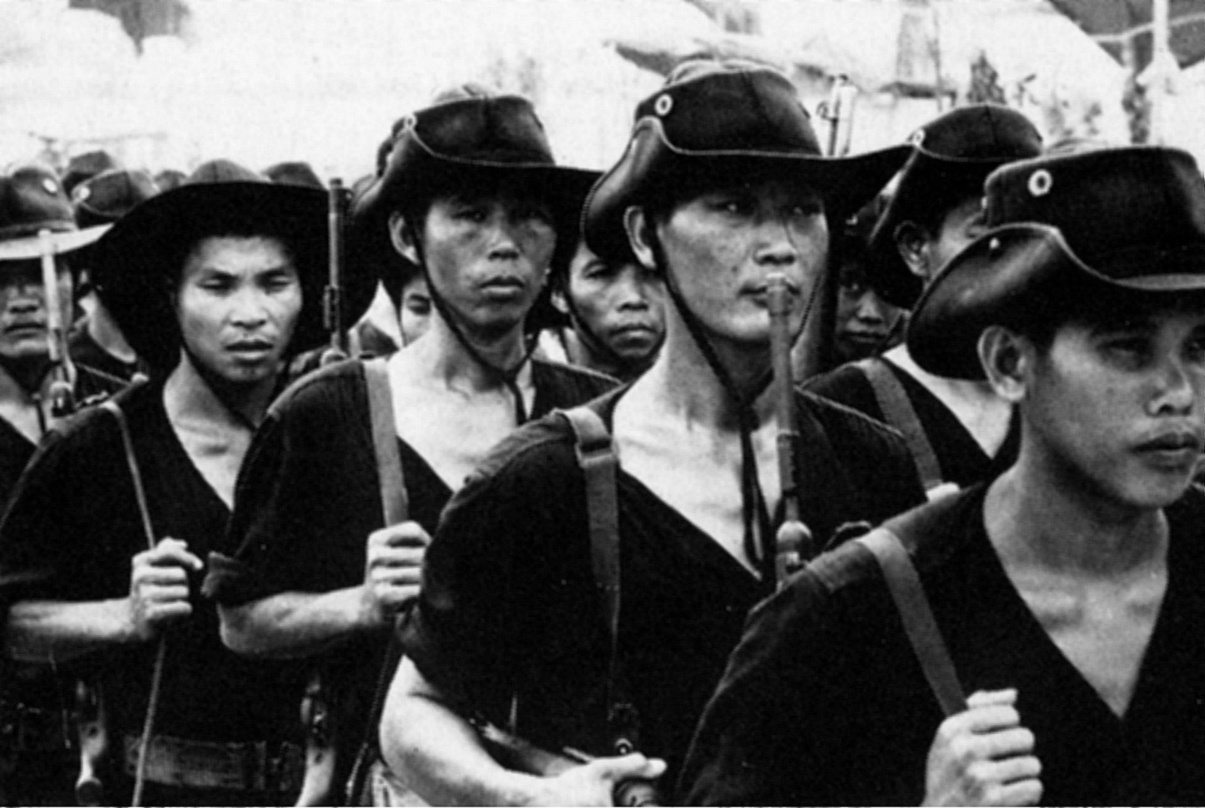
ARVN-Rekruten im Jahr 1970

Am 26. Oktober 1956 wurde das Militär von der Verwaltung des südvietnamesischen Präsidenten Ngô Đình Diệm wieder neu aufgestellt. Sie wurde Armee der Republik Vietnam genannt. Diesmal wurde auch eine Luftwaffe, die VNAF, aufgebaut. Von Anfang an war der Hauptgegner der Armee die Nationale Befreiungsfront Vietnam, deren Kämpfer auch Vietcong genannt wurden. Diese hingen der kommunistischen Ideologie an und versuchten, das Regime von Diệm zu stürzen und ganz Vietnam zu einem kommunistischen Staat wiederzuvereinen. Die USA unter Präsident John F. Kennedy schickten Militärberater, Waffen und große Geldsummen nach Vietnam, um die ARVN im Kampf zu unterstützen. Allerdings wurde die Armee durch Zwangsmaßnahmen wie Umsiedlungen der Bevölkerung schnell unpopulär. Sie war außerdem an der gewaltsamen Niederschlagung von Protesten religiöser Sekten wie der Cao Dai oder Hòa Hảo beteiligt, da diese angeblich Kommunisten unterstützen würden. Sogar gegen von Frankreich unterstützte Gruppen ging die Armee auf Befehl von Diệm vor.
Im Jahr 1963 wurde Diệm während einer Revolte von ARVN-Offizieren getötet. In der Folgezeit wechselte die Staatsführung zwischen verschiedenen ARVN-Generälen, was großes Chaos verursachte. Zu dieser Zeit unterhielten die USA einige Luftstützpunkte in Vietnam. Nachdem die Vietcong mehrmals erfolgreich jene US-Stützpunkte attackiert hatten, wurde klar, dass die ARVN nicht den nötigen Schutz bieten konnte. Ab 1965 stationierten die USA auch erstmals kampfbereite Bodentruppen in Vietnam. Daraufhin übernahmen mehr und mehr die USA den Kampf gegen die Vietcong, was dazu führte, dass die ARVN immer mehr an Bedeutung verlor. Obwohl in westlichen Medien die hohe Korruption und Desertion in der Armee beklagt wurde, hielten die USA an ihrer Unterstützung fest und bauten die Armee nach amerikanischem Vorbild um.
Die Rolle der ARVN während des Vietnam-Kriegs findet im Westen kaum Beachtung, da man sich bei Betrachtungen hauptsächlich auf die Rolle der USA beschränkt. Dennoch war die ARVN stark in den Konflikt involviert und hatte die meisten Verluste auf der antikommunistischen Seite im Vietnamkrieg zu verzeichnen (250.000 südvietnamesische Gefallene). Auch während des Krieges übernahmen die ARVN-Truppen oft wichtige Aufgaben als Führer, Wachpersonal oder bewaffnete Dolmetscher im Kampfgebiet.

### Der Anfang vom Ende
Nachdem Präsident Nixon 1969 die „Vietnamisierung“ des Konflikts angekündigt hatte, wurden US-Einheiten immer mehr zurückgezogen, und die ARVN musste die Hauptlast der Kämpfe übernehmen. Sie wurde nochmals modernisiert und wandelte sich zu einer reinen Kampfarmee. Von 1969 bis 1972 hatte die ARVN bereits jährlich etwa 20.000 Tote zu beklagen, was ihre Reihen erheblich lichtete, obwohl die Armee ab 1968 alle waffenfähigen Männer einberufen hatte, was 1972 zu einer Gesamtstärke von einer Million Mann führte. 1970 nahmen sie erfolgreich an der Kambodscha-Operation teil und hatten dreimal so viele Einsätze wie während der amerikanischen Phase. Trotzdem war die Bewaffnung der ARVN nicht hochmodern, sondern bestand aus Restbeständen der US-Armee. Das größte Problem lag jedoch weiterhin bei den Offizieren und Generälen, die korrupt, schlecht ausgebildet und ineffektiv waren. Sie konnten die Armee nur schlecht anführen, was zu vielen Desertionen führte.

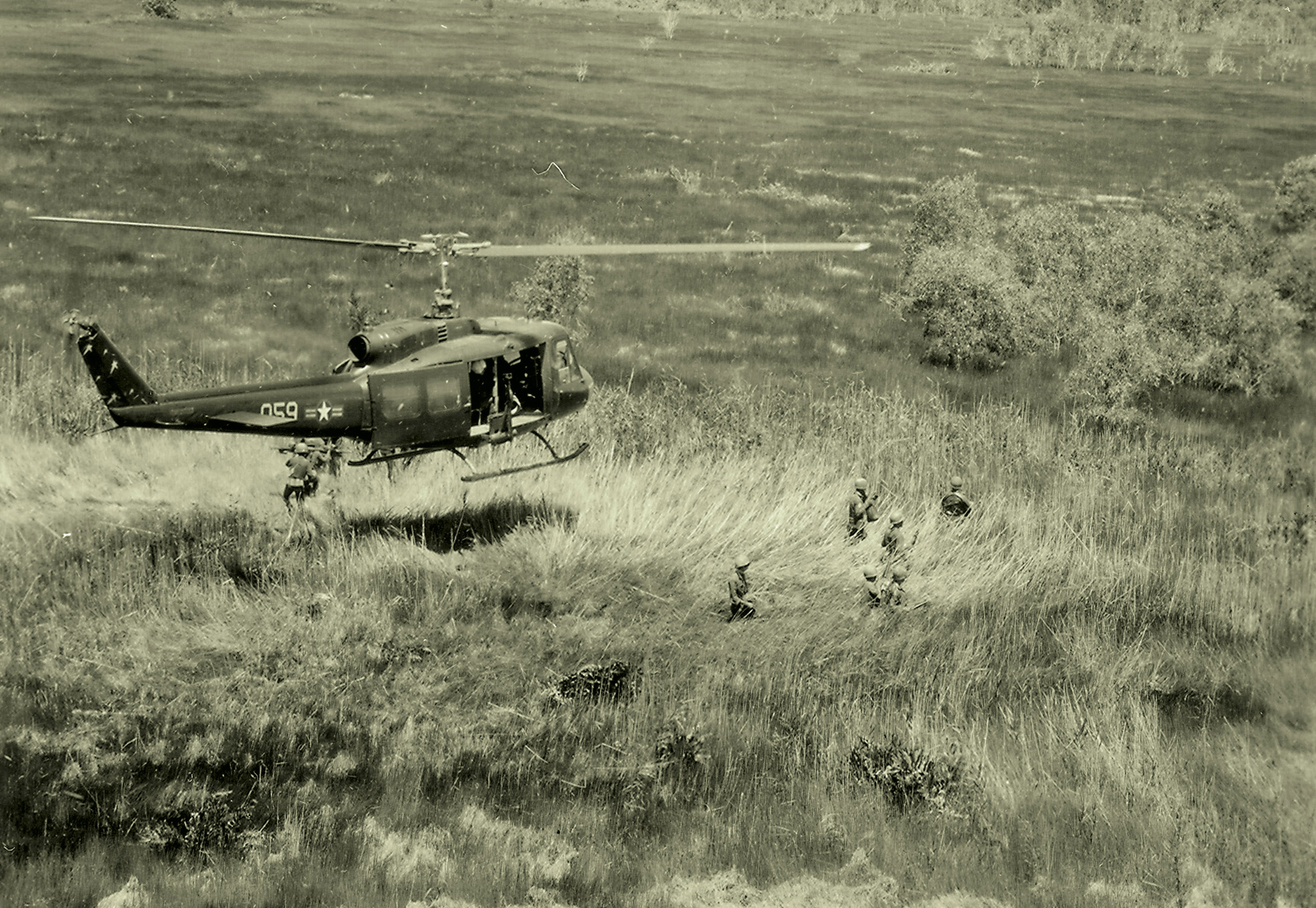
ARVN-Soldaten verlassen im Sommer 1970 einen Hubschrauber

Trotzdem konnte die ARVN ab 1970 den Konflikt dominieren, wenn auch mit massiver US-Luftunterstützung. Der Sieg schien nahe, da der Norden immer mehr Truppen verlor und sich auf Friedensgespräche eingelassen hatte. 1972 wurde die Osteroffensive gestartet, der erste Versuch einer Invasion Südvietnams. Die ARVN erlitt schwere Verluste, konnte ihre Stellungen aber großteils halten und Geländeverluste wieder zurückerobern, nachdem Präsident Nixon weitere Fliegerstaffeln zur Verfügung gestellt hatte. Der damalige Machthaber Südvietnams, Nguyễn Văn Thiệu, entließ seinen Oberkommandierenden und drohte allen Deserteuren mit der Todesstrafe. So gelang es ihm, die Armee zusammenzuhalten und den Angriff zurückzuschlagen. Nur einige Gebiete an den Grenzen blieben in der Hand der Vietcong.
1973 und 1974 hatten die USA sich fast vollständig aus dem Land zurückgezogen, schickten aber immer noch Massen an Waffen nach Südvietnam. Die ARVN hatte viermal so viele schwere Waffen wie die Vietnamesische Volksarmee, aber die USA gaben immer weniger Unterstützung, während der Norden zunehmend Hilfe aus China und der Sowjetunion bekam. Im Herbst 1974 musste Nixon zurücktreten, und der Kongress kürzte die Militärhilfe um mehrere hundert Millionen Dollar. Dies war ein schwerer Schlag für das Land, und viele Historiker sehen es als Grund für die Niederlage 1975 an. Nixon hatte außerdem immer Vergeltung angekündigt, falls der Friedensvertrag gebrochen würde. Die neue Regierung nahm davon Abstand, was Südvietnam schutzlos zurückließ.
Die USA hatten Südvietnam insgesamt mit 640.000 M16-Gewehren, 34.000 M79-Granatwerfern, 40.000 Funkgeräten, 20.000 LKW, 56 M48-Panzern, 200 A-1-, A-37- und F-5-Kampfflugzeugen, 600 Aufklärungsflugzeugen und 500 Helikoptern unterstützt. Trotz dieser beeindruckenden Zahlen waren die ARVN-Soldaten nicht so gut ausgebildet wie die Amerikaner, die sie ersetzen sollten. Außerdem waren sie zahlenmäßig der Vietnamesischen Volksarmee unterlegen, die 1975 die weltweit fünftgrößte Armee stellte.

### Zusammenbruch
Die Reduzierung amerikanischer Gelder führte in Südvietnam bald zu der Erkenntnis, dass das Land von den Kommunisten erobert werden würde. Deshalb provozierte Südvietnam an der Grenze zu Nordvietnam Zwischenfälle, um die USA wieder für ein verstärktes Engagement in Südvietnam zu motivieren. Nordvietnam kamen diese Provokationen sehr gelegen, hatte es doch so einen Grund für eine eigene Offensive. Die Vietnamesische Volksarmee startete 1975 ihren Angriff, um Saigon zu erobern. Die Operation bekam den Namen Ho-Chi-Minh-Feldzug. Dieses Mal hatte die ARVN keine Chance gegen die Vietnamesische Volksarmee, weil die Vietnam Air Force nur einen Bruchteil der Leistung der US-Luftwaffe bringen konnte, da ihr moderne Kampfflugzeuge und Bomber fehlten, die den Gegner aufhalten konnten. Thiệu ordnete den Rückzug in die südlichen Gebiete des Landes an und beschuldigte die USA, sein Land im Stich zu lassen:

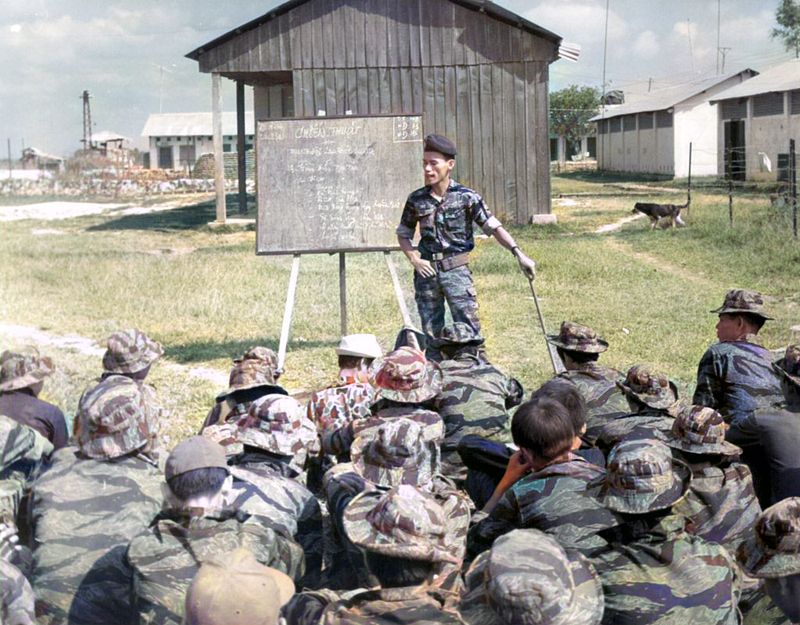
Ausbildung von ARVN-Soldaten

“If [the U.S.] grant full aid we will hold the whole country, but if they only give half of it, we will only hold half of the country.”

(Wenn [die Vereinigten Staaten] volle Hilfe gewähren, werden wir das ganze Land halten, aber wenn sie nur die Hälfte davon geben, werden wir nur das halbe Land halten.)
Der Rückzug war ein taktischer Fehlschlag, er verursachte eine Massenpanik und ließ die Desertionsrate in die Höhe schnellen, was die ARVN weiter schwächte. Dies ermöglichte den Vietcong, eine Stadt nach der anderen zu erobern, was einen großen Flüchtlingsstrom nach Saigon auslöste. Von ihren Offizieren im Stich gelassen, die lieber ihre eigene Haut retteten, versuchten auch die Soldaten in der chaotischen Situation, zu ihren Familien zu gelangen und sie vor den Vietcong zu schützen. Südvietnam sah seinen einzigen Ausweg in Verhandlungen, und nach dem Rücktritt von Thiệu gelangte General Dương Văn Minh an die Macht, der beim Sturz von Präsident Diem 1963 eine wichtige Rolle gespielt hatte. Der Oberkommandierende der ARVN wollte mit ihm nicht zusammenarbeiten und trat zurück – eine weitere Schwächung, welche die Armee führerlos hinterließ.
Unterdessen konnte die 18. ARVN-Division in der Schlacht von Xuan Loc die überlegenen Gegner ein letztes Mal aufhalten und der Vietnamesischen Volksarmee schwere Verluste zufügen. Aber auch sie hatte gegen die erdrückende Übermacht keine Chance. Am 30. April 1975 war Saigon an die Kommunisten gefallen, die ihre Fahne auf dem Unabhängigkeitspalast hissten. Mit der Kapitulation der Stadt war die Zeit der Republik Vietnam und der Armee der Republik Vietnam zu Ende. Als ihnen die bedingungslose Kapitulation befohlen wurde, begingen viele ARVN-Generäle lieber Suizid, als sich zu ergeben.

## Bekannte ARVN-Generäle
- Nguyễn Văn Thiệu
- Dương Văn Minh
- Nguyễn Khánh